# Ermil Gheorghiu
Ermil Gheorghiu (* 13. Februar 1896 in Botoșani; † 14. Januar 1977 in Bukarest) war ein rumänischer Offizier, zuletzt Generalmajor im Zweiten Weltkrieg. Ihm wurde als Chef des Generalstabes der rumänischen Luftwaffe das Ritterkreuz des Eisernen Kreuzes verliehen.

## Auszeichnungen
- Eisernes Kreuz (1939) II. Klasse
- Eisernes Kreuz (1939) I. Klasse
- Deutsches Kreuz in Gold am 11. Februar 1943
- Ritterkreuz des Eisernen Kreuzes am 4. April 1944[1]